# Renault 4

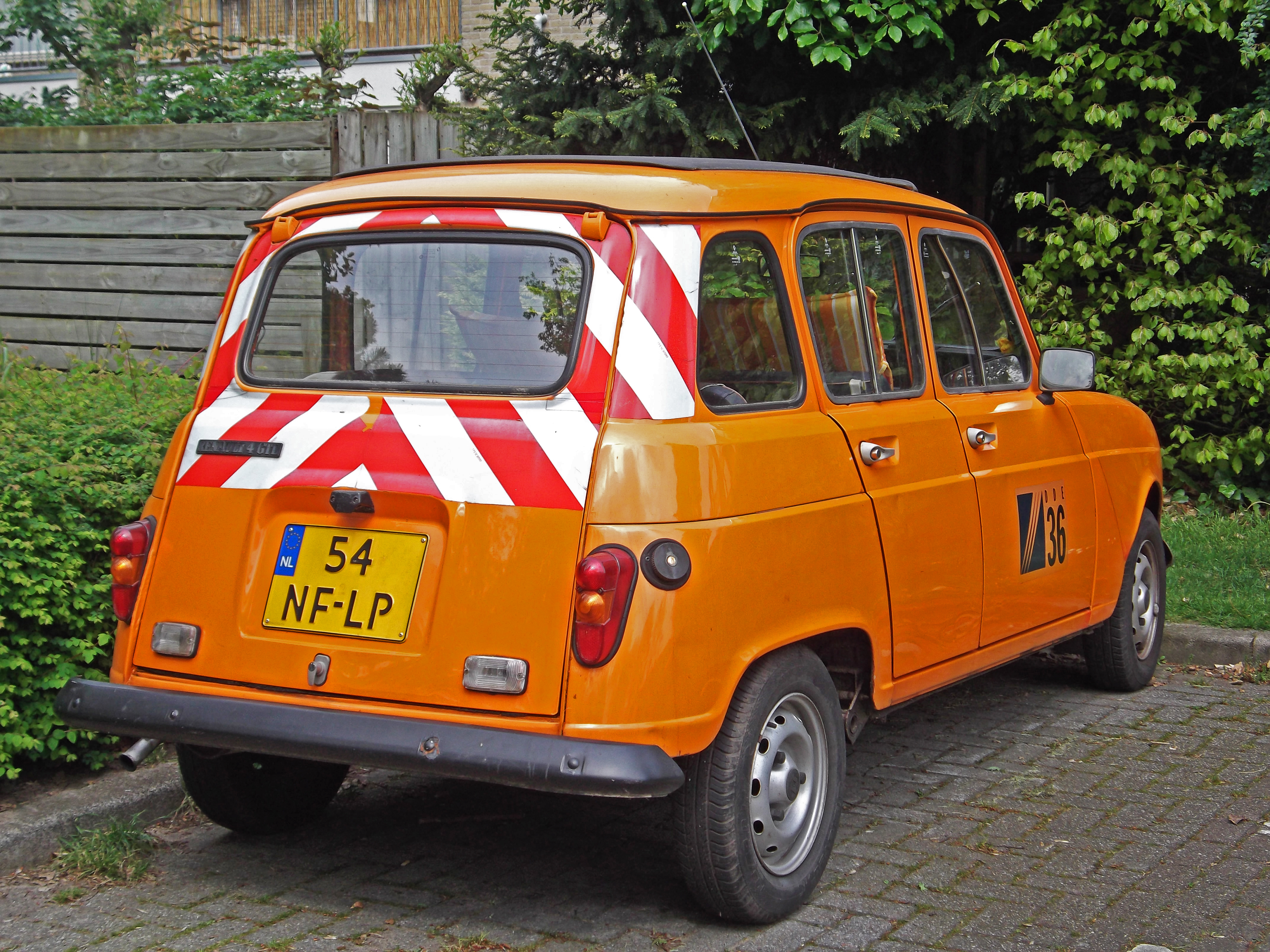
L'R4 va ser el primer cotxe de gran sèrie amb cinquena porta.

El Renault 4 (conegut popularment com a R4, 4 L o Quatre llaunes) és un automòbil de baix cost produït pel fabricant francès Renault entre els anys 1961 i 1992, originalment dissenyat per competir amb el Citroën 2CV.
El Renault 4 s'anomenava així perquè estava equipat amb un motor de quatre cavalls fiscals; el Renault 3, que compartia la mateixa carrosseria, tenia un motor de tres cavalls fiscals.
Va ser construït des del 1961 fins al desembre del 1992 a 28 països, inicialment amb el Dauphine a Illa Seguin a Boulogne-Billancourt així com a la fàbrica Renault a Flins, a Espanya (de FASA-Renault), a Argentina per IKA-Renault, a Itàlia per Alfa Romeo (sota llicència), al Marroc, a Madagascar, a Sud-àfrica, després des de 1969 a Iugoslàvia. (la fàbrica de Renault a Novo Mesto també va ser l'última, el 1992, en muntar aquest model).
El R4 va tenir un gran èxit entre les pimes, artesans, la gendarmeria (era un dels cotxes francesos de l'època que es podia conduir amb un kepi al cap) , però també amb PTT, France Télécom o EdF en la seva versió furgoneta; aquests contractes li donaven una gran visibilitat a les carreteres.
A França, el R4 va ser al capdavant de les vendes de 1962 a 1965 (succeint al Renault Dauphine), després el 1967 i el 1968. És el segon cotxe francès més venut de la història amb 8.135.424 vehicles, darrere del Peugeot 206.
El Renault 4 va comportar l'audàcia de dissenyar un vehicle amb una filosofia diametralment oposada a la fins llavors seguida per la firma francesa. Es tractava d'un vehicle dotat de mecànica pionera en Renault, amb tracció davantera, suspensió de barres de torsió, i un motor refrigerat per un sistema de circuit tancat amb vas d'expansió. Tot això comportava un disseny de caràcter funcional molt diferent al dels Renault 4CV i els Renault Dauphine que en aquell temps imperaven en la marca. L'equip de disseny capitanejat per Robert Barthaud va realitzar un esforç molt considerable per establir un nou concepte d'automòbil, urgit a més per la necessitat d'arribar a un ajustat preu de venda, atès el mercat al qual es destinava. La solució havia de superar el Citroën 2CV, d'èxit notori en aquelles dates.